# تاريخ سياسة الولايات المتحدة الخارجية (1913–1933)

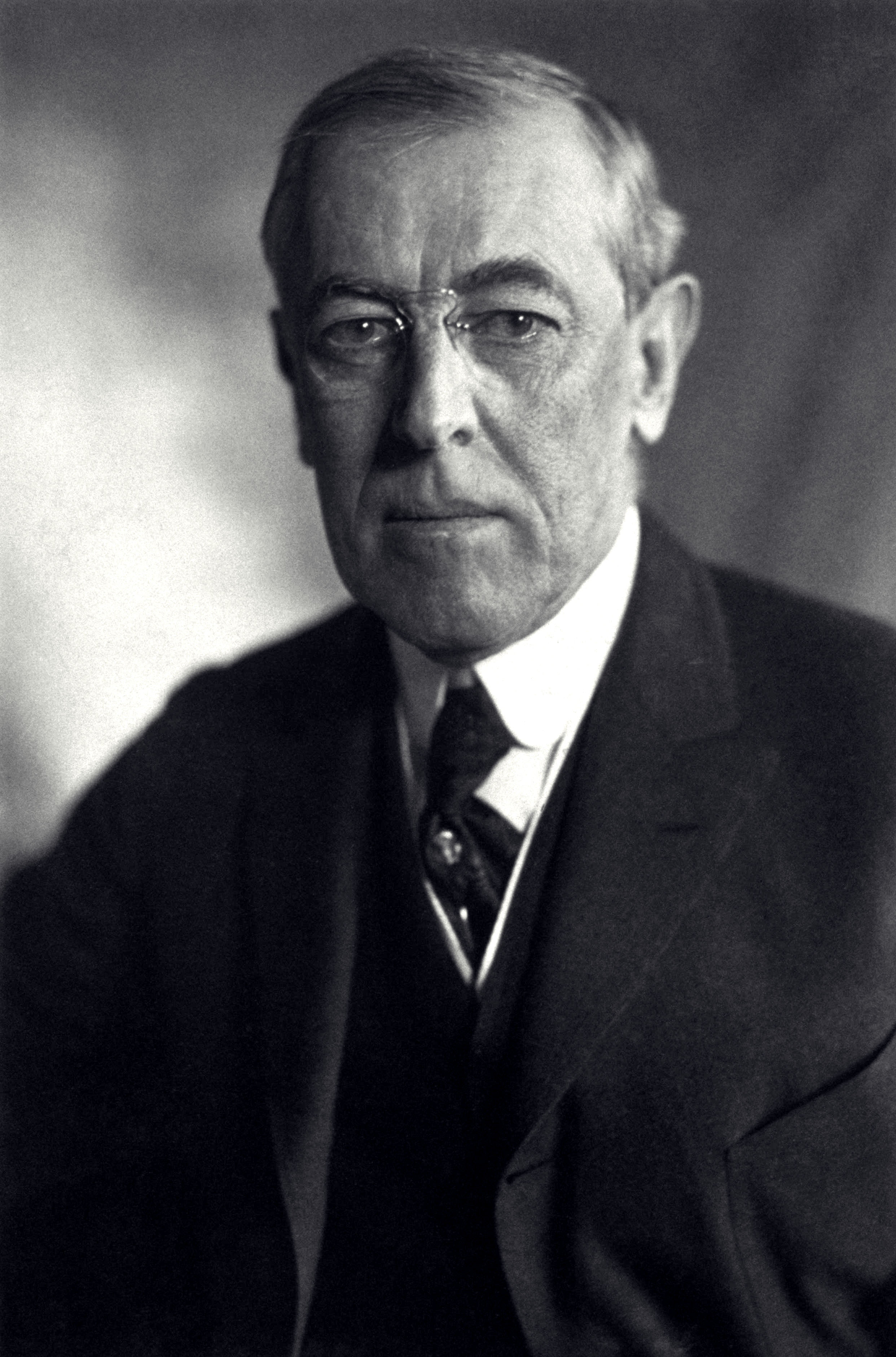

يهتم تاريخ السياسة الخارجية للولايات المتحدة بين عامي 1913 و1933 بالسياسة الخارجية للولايات المتحدة خلال الحرب العالمية الأولى ومعظم فترة ما بين الحربين العالميتين. سيّرت إدارات الرؤساء الأمريكيين، وهم وودرو ويلسون ووارن جي. هاردينغ وكالفن كوليدج وهربرت هوفر، السياسة الخارجية للولايات المتحدة خلال تلك الفترة بنجاح.
سعى الرئيس ويلسون في البداية إلى إبقاء الولايات المتحدة على الحياد خلال الحرب العالمية الأولى، لكنه أقحم البلد عام 1917 في الحرب إلى جانب قوى الحلفاء المؤلفة من بريطانيا وفرنسا ودول أخرى. في عام 1918، سعت ألمانيا لخوض مباحثات السلام، وكان ويلسون واحدًا من أبرز وأهم زعماء قوى الحلفاء في مؤتمر السلام بباريس عقب الحرب. دافع ويلسون عن «مبادئه الأربعة عشر»، والتي دعت لتأسيس «سلام عام ومنظم» ما سيمنع نشوب صراعات في المستقبل. عارض زعماء قوى الحلفاء الآخرين بعض أهداف ويلسون، لكنهم اتفقوا على الاشتراك في عصبة الأمم المؤسسة حديثًا حينها. في الولايات المتحدة، قاد السيناتور هنري كابوت لودج مساعٍ كُللت بالنجاح من أجل منع إقرار معاهدة فرساي، وظلّت المعاهدة بحاجة للإقرار حتى ترك ويلسون منصبه.
شن هاردينغ حملة ضد سياسات ويلسون أثناء الانتخابات، وفاز فيها عام 1920 وتبوأ منصب رئيس الولايات المتحدة عام 1921. أنكر هاردينغ معاهدة فرساي، وأنكر انضمام الولايات المتحدة الأمريكية إلى عصبة الأمم. قاد وزير الخارجية تشارلز إيفانز هيوز مفاوضات أدت إلى توقيع معاهدة واشنطن البحرية عام 1922، وبناءً على أحكام المعاهدة، وافقت الدول ذات القوى البحرية الكبرى على تجنب سباق التسلح البحري. استمرت مساعي نزع السلاح بعد عام 1922، فأدت إلى توقيع معاهدة لندن البحرية عام 1930. برزت ديون الحرب والتعويضات الأوروبية بصفتها إشكالية كبرى في عشرينيات القرن الماضي، فرفضت الولايات المتحدة دائمًا إبطال الديون، لكن الرؤساء هاردينغ وكوليدج وهوفر توصلوا جميعًا إلى اتفاقيات لتخفيض عبء الديون لكثير من الدول الأوروبية. كانت مبادرة الرئيس كوليدج الأبرز في السياسة الخارجية للولايات المتحدة هي توقيع ميثاق كيلوغ–برييان، والذي وافق الموقعون عليه على إهمال الفكرة القائلة أن الحرب «أداة للسياسة الوطنية». بدأ الكساد الكبير عند تبوأ هوفر منصب الرئيس، تاركًا الاقتصاد العالمي في أزمة. وسط أزمة الكساد تلك، غزت اليابان منشوريا واستولى أدولف هيتلر على السلطة في ألمانيا.
في أمريكا اللاتينية، حاكى ويلسون سياسات الرؤساء الأمريكيين السابقين المتمثلة بإرسال الجنود لدعم الحكومات الموالية للولايات المتحدة، لكن في نهاية المطاف، أنهى هوفر بشكل تدريجي «حروب الموز». انخرطت الولايات المتحدة في الثورة المكسيكية إبان رئاسة ويلسون، وظلت المكسيك إحدى قضايا السياسة الخارجية طوال عشرينيات القرن الماضي. عقب ثورة أكتوبر، أرسل ويلسون جنودًا أمريكيين إلى روسيا ضمن ما يُعرف بتدخل الحلفاء في الحرب الأهلية الروسية. حلّ الاتحاد السوفياتي محل روسيا عام 1922، ورفضت الولايات المتحدة تقديم اعترافها الدبلوماسي بالاتحاد السوفياتي حتى عام 1933.

## القيادة

### إدارة ويلسون
عقب انتصار المرشح الديموقراطي وودرو ويلسون في الانتخابات الرئاسية الأمريكية عام 1912، أصبح ويلسون رئيس الولايات المتحدة الأمريكية منذ عام 1913 وحتى عام 1921. برزت شخصيات في مجال السياسة الخارجية في عهد ويلسون، مثل وزير الخارجية وليام جيننغز بريان و«الكولونيل» إدوارد إم. هاوس، وهو مستشار كبير لدى ويلسون في مجال السياسة الخارجية، وعمل حتى عام 1919. استقال بريان من منصبه عام 1915 إثر اعتراضه على سياسة ويلسون المتشددة ضد ألمانيا عقب حادثة غرق السفينة البحرية آر إم إس لوسيتانيا، واستُبدل بروبرت لانسينغ. عقب استقالة بريان، تولى ويلسون التحكم المباشر بالسياسة الخارجية لإدارته.

ارتكزت سياسة ويلسون الخارجية على الاتجاه المثالي لليبرالية الدولية التي تعارضت بشكل واضح مع القومية المحافظة الواقعية لويليام هاورد تافت وثيودور روزفلت وويليام مكينلي. منذ العام 1900، ووفقًا لآرثر لينك، أجمع الديموقراطيون على:
«إدانة النزعة العسكرية والاستعمارية والتدخلية باستمرار في السياسة الخارجية الأمريكية. وبدلًا من ذلك، دافعوا عن انخراط العالم بأكمله بما يتماشى مع الليبرالية الدولية». أشار تعيين ويلسون لويليام جيننغز بريان وزيرًا للخارجية إلى بروز مفارقة جديدة، فبريان واحدٌ من أبرز مناهضي الإمبريالية والنزعة العسكرية، وأحد رواد حركة السلام العالمي.

### إدارة هاردينغ
خلف الجمهوري وارن جي. هاردينغ الرئيس ويلسون عام 1921 عقب فوزه في الانتخابات الرئاسية لعام 1920، وشغل منصب رئيس الولايات المتحدة حتى وفاته في شهر أغسطس من عام 1923. اختار هاردينغ قاضي المحكمة العليا والمرشح الجمهوري لانتخابات عام 1916، وهو تشارلز إيفانز هيوز، لشغل منصب رئيس الخارجية. أوضح هاردينغ عندما عيّن هيوز وزيرًا للخارجية أن القاضي السابق سيدير سياسة الخارجية للولايات المتحدة، بشكل مغاير لإدارة ويلسون الدقيقة والمباشرة للعلاقات الخارجية، على الرغم من اضطرار هيوز إلى العمل وفق الخطوط العريضة التي وضعها الرئيس. تواصل هاردينغ وهيوز مع بعضهما بشكل متكرر، وبقي الرئيس على اطلاع دائم بما يخص وزارة العلاقات الخارجية، لكنه نادرًا ما تجاوز قرارات هيوز أو يبطلها.

### إدارة كوليدج
خلف الجمهوري كالفن كوليدج الرئيس السابق هاردينغ عقب وفاته في شهر أغسطس عام 1923، ففاز في الانتخابات وحظي بفترة رئاسية كاملة عام 1924، واستمر في منصبه حتى عام 1929. أشرف وزير الخارجية تشارلز إيفانز هيوز على السياسة الخارجية في عهد كوليدج حتى استقالته من منصبه عام 1925 عقب إعادة انتخاب كوليدج رئيسًا. حلّ فرانك بي. كيلوغ محلّ هيوز، والأول هو سيناتور سابق وسفير الولايات المتحدة لدى بريطانيا العظمى. هناك عدد آخر من المسؤولين البارزين في مجلس الوزراء الأمريكي آنذاك، مثل وزير الخزانة آندرو ميلون ووزير التجارة هربرت هوفر، وعمل كلاهما ضمن إدارة هاردينغ.

### إدارة هوفر
تولى الجمهوري هربرت هوفر، الذي عمل سابقًا وزير التجارة منذ عام 1921 وحتى عام 1928، منصب رئيس الولايات المتحدة بعدما فاز في الانتخابات الرئاسية لعام 1928، وأصبح بذلك خليفة لكوليدج. باعتباره ثالث رئيس جمهوري متعاقب شغل منصب رئيس الولايات المتحدة، احتفظ بالكثير من الشخصيات التي تبوأت مناصبًا لدى الإدارة السابقة، من بينها آندرو ميلون وزير الخزانة. أصبح هنري ستيمسون، وهو الحاكم العسكري للفلبين ووزير الحرب السابق، وزير خارجية الولايات المتحدة في عهد هوفر. في أواخر شهر أكتوبر عام 1929، حصل انهيارٌ في سوق الأسهم الأمريكية أو ما يُعرف بانهيار وول ستريت، وبدأ الاقتصاد العالمي بالانزلاق نحو الكساد العالمي. وسط الكساد العالمي ذاك، تزايد انخراط هوفر ووزير خارجيته هنري ستيمسون بالعلاقات الدولية، بشكل أكبر من جميع الإدارات السابقة لهوفر. وفقًا للويشتنبرغ، كان هوفر «آخر رئيس أمريكي يشغل منصبه بلا أن يضطر صراحة إلى الاكتراث بباقي العالم». لكن خلال فترة هوفر الرئاسية، بدأ العالم الناشئ على أساس معاهدة فرساي عام 1919 بالانهيار. 

## الحرب العالمية الأولى بين عام 1914 و1918

### الحياد في الحرب العالمية الأولى
اندلعت الحرب العالمية الأولى في شهر يوليو من عام 1914، فواجهت قوى المركز (الإمبراطوريات الألمانية والنمساوية المجرية والعثمانية ومملكة بلغاريا) قوى الحلفاء (بريطانيا العظمى وفرنسا والإمبراطورية الروسية وعددًا من الدول الأخرى). شهدت الحرب فترة من الجمود عندما توقف تقدم الجيش الألماني في شهر سبتمبر عام 1914 في معركة المارن الأولى.